# José Ricardo de Prada
José Ricardo de Prada Solaesa (Madrid, 1957) es un magistrado español, de la Sala de lo Penal de la Audiencia Nacional de España donde lleva trabajando desde el año 1990, si bien durante un tiempo fue juez internacional en la Sala de Crímenes de Guerra de la Corte de Bosnia-Herzegovina.

## Biografía
Licenciado en Derecho en la Universidad Complutense de Madrid (1980). Cursó formación complementaria especializada en Derecho Internacional de los Derechos Humanos (Instituto de DDHH de Estrasburgo) y Derecho Internacional Humanitario. Abogado. Pertenece a la carrera judicial desde 1986. Entre los años 1989 y 1990 fue magistrado-juez de instrucción en Bilbao. Es desde el año 1990 magistrado de la Sala Penal de la Audiencia Nacional, con amplia experiencia en enjuiciamiento de delitos graves de corrupción, tráfico de drogas y otros cometidos por grupos organizados, terrorismo, crímenes contra la humanidad en ejercicio de la jurisdicción universal. De 2005 a 2008 fue juez internacional en la Sala de apelaciones de crímenes de guerra de Bosnia Herzegovina en Sarajevo.
Desde 2012 es juez internacional del Mecanismo Residual para Tribunales Internacionales Ad Hoc (MICT), que compatibiliza con su trabajo de Magistrado en la Sala Penal de la Audiencia Nacional. Desde 2014 es punto de contacto de la Red de la Unión Europea sobre Genocidio, crímenes contra la Humanidad y Crímenes de Guerra (Genocide Network).
Desde 1996 viene participando en programas de cooperación internacional de fortalecimiento institucional en reformas en el sector justicia en Centroamérica (Costa Rica, Honduras), Europa en relación con la corrupción (Rumania) y en materia de terrorismo y delincuencia organizada en África  (Argelia). En 2009 y 2010 participó en programas de Justicia transicional de la Unión Europea (UE) para dar soporte a la Fiscalía General y los Tribunales de Colombia en estándares internacionales de Derechos Humanos en la aplicación de la Ley de Justicia y Paz  y con la Fiscalía Nacional de Colombia en el Marco Jurídico para la Paz en el proceso de negociación con la guerrilla emprendida por el gobierno colombiano que viene desarrollándose en la actualidad. De 2012-2014, dirigió el componente jurídico del programa de la UE sobre contra terrorismo en el Sahel (Mali, Níger y Mauritania) dentro del instrumento de estabilización a medio y largo plazo de la zona, para el fortalecimiento de las capacidades de los jueces y fiscales de estos países para el tratamiento jurídico del terrorismo.
Ha colaborado como jurista en la elaboración de los Principios de Madrid-Buenos Aires sobre Jurisdicción Universal (2015).  Fue ponente de la Sentencia Scilingo (2005), relativa a asesinatos cometidos en vuelos de la muerte, detenciones ilegales y torturas durante la dictadura argentina en el contexto de crímenes contra la humanidad.
Pertenece a la asociación profesional Jueces para la Democracia y fue Premio Derechos Humanos 2007 de la APDHE.

## Polémica en relación con la Ley de Partidos
Tuvo unas declaraciones polémicas con respecto a la llamada Ley de Partidos y a su interpretación por el Tribunal Supremo y el Tribunal Constitucional que, a su juicio, no ayudaban en cualquier proceso de paz con la organización terrorista ETA durante el gobierno de José Luis Rodríguez Zapatero y que sí, sin embargo, se habían dado con el de José María Aznar.

En el caso de la anulación de listas electorales, el Tribunal Supremo y el Constitucional han dictado resoluciones que no introducen precisamente elementos positivos para la solución de los conflictos, sino más bien para su enquistamiento. La solución al terrorismo no pasa por sucumbir a las demandas de los terroristas, pero sí por plantearse las posibles soluciones. Para mí es fundamental el valor de la paz. ... En los años que he trabajado en la Audiencia Nacional he visto muchas cosas. Por ejemplo, durante la tregua cuando gobernaba Aznar, muchas de las conductas que hasta ese momento se estaban persiguiendo por parte de la Fiscalía se dejaron de perseguir. Todos los jueces nos pusimos hombro con hombro a aplicar la ley de una manera que no fuera perturbadora dentro del contexto social y político del momento. Ahora ha habido jueces que, directamente, han aplicado el sentido inverso y han puesto obstáculos al proceso de paz.

## Posición en relación con el caso Garzón
Con respecto a la causa contra los crímenes del franquismo que instruyó el juez Baltasar Garzón y por los que se le acusó (a éste) de prevaricación por el Tribunal Supremo, declaró que, tal como argumentaba Garzón, esos delitos «no eran prescriptibles ni amnistiables»:

Hay una serie de normas que aparentemente limitarían la posibilidad de investigar los hechos. Son normas de compleja interpretación, como la Ley de Amnistía, u otras que establecen la jurisdicción de determinados delitos. Pero frente a eso, hay que tener en cuenta las características de los delitos y en este caso estamos hablando de delitos sobre los que el Derecho Penal Internacional ha dicho que son imprescriptibles y no susceptibles de amnistías ni indultos. Porque estos crímenes no afectan solo a las víctimas directas, si no a toda la humanidad.

Respecto al procesamiento de Garzón, declaró:

No comparto para nada los criterios del instructor de la causa --el juez Luciano Varela-- y los jueces del Supremo que pretenden enjuiciarlo. Garzón ha intentado ejercer un derecho internacional que se ha aplicado en España y fuera. Que se niegue ese derecho y que se procese a alguien por aplicarlo es sorprendente.

## Caso Gürtel
El 30 de octubre de 2015, se aceptó la recusación de los magistrados de la Audiencia Nacional Concepción Espejel y Enrique López como miembros del tribunal que debería juzgar el caso Gürtel, por su cercanía al Partido Popular. En el caso de la recusación de Concepción Espejel, los magistrados que votaron en contra fueron Juan Francisco Martel, Fernando Grande-Marlaska, Ángeles Barreiro, Fermín Echarri, Alfonso Guevara, Ángel Hurtado, Carmen Lamela y Nicolás Poveda. Votaron a favor de la recusación de Espejel los magistrados Clara Bayarri (ponente), Antonio Díaz Delgado, Julio de Diego, Manuela Fernández Prado, Carmen Paloma González, Javier Martínez Lázaro, Ángela Murillo, Teresa Palacios, José Ricardo de Prada y Ramón Sáez Valcárcel. En el caso de la recusación de Enrique López, votaron en contra Juan Francisco Martel, Fermín Echarri, Ángel Hurtado y Nicolás Poveda. Votaron a favor de la recusación de López los magistrados Clara Bayarri, Antonio Díaz Delgado, Julio de Diego, Manuela Fernández Prado, Carmen Paloma González, Javier Martínez Lázaro, Ángela Murillo, Teresa Palacios, José Ricardo de Prada, Ramón Sáez (ponente), Fernando Grande-Marlaska, Ángeles Barreiro, Alfonso Guevara y Carmen Lamela.

## Polémica respecto a las torturas
En abril de 2016, durante un coloquio en Tolosa (Guipúzcoa) afirmó que en España, "la tortura se ha producido de forma clara", y las penas a los integrantes de la organización terrorista ETA ha sido "altas y desproporcionadas".